# Central nuclear de Saint-Alban

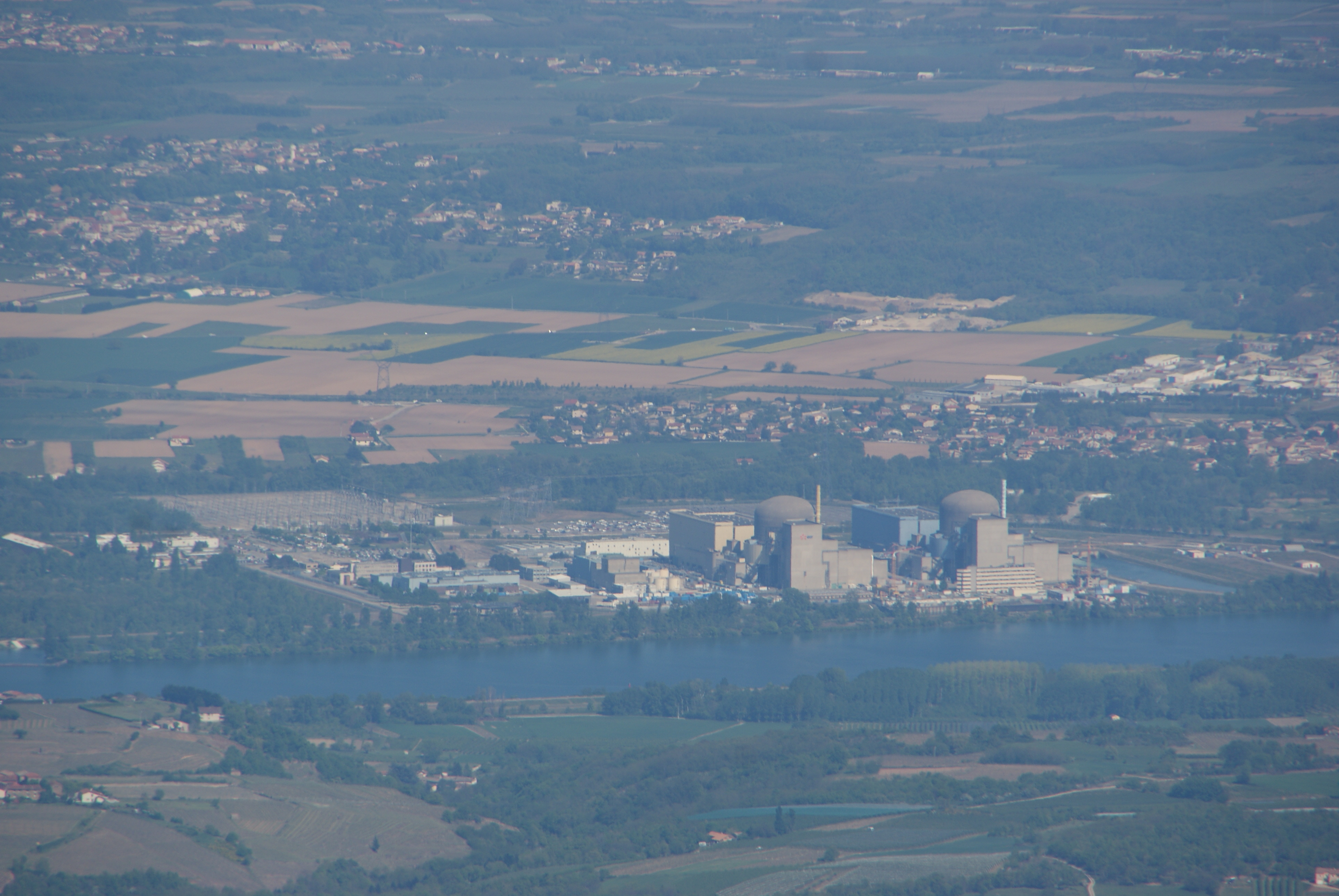
Vista aérea

La Central nuclear de Saint-Alban, también llamada  Central nuclear de Saint-Alban/Saint-Maurice ( en francés: Centrale nucléaire de Saint-Alban ), se encuentra en el río Ródano, a su paso por el departamento de Isère, 50 km aguas abajo de Lyon, en las comunas de Saint-Alban-du-Rhône y Saint-Maurice-l'Exil. 

## Historia
La central nuclear de Saint-Alban/Saint-Maurice está situada en el departamento de Isère (región Rhône-Alpes), en la margen izquierda del río Ródano, a 17 km al sur de Vienne y a 50 km al sur de Lyon. 
Ocupa una superficie total de 180 hectáreas, sobre terrenos de las comunas de Saint-Alban-du-Rhône y de Saint-Maurice-l'Exil, que dan nombre a la central. El lugar fue elegido en 1975 para la instalación de 4 unidades de producción de 1.300 MW, construidas y puestas en funcionamiento en 1985 y 1986. Cada año la central produce de media cerca de 1,6 millones de kWh, es decir, cerca del 4% de la producción de electricidad de EDF, el 13% del consumo de la región Rhône-Alpes o 10 veces el consumo anual de la ciudad de Lyon. La central utiliza agua del río Ródano para enfriar sus reactores y emplea a 670 personas.

## Tipo de reactores
Se instalan los siguientes tipos de reactores:

### Unidades de reactor
| Unidad de reactor | Tipo | Producción | Potencia | Construcción  | Año acabado    | Puesta en red |
| ----------------- | ---- | ---------- | -------- | ------------- | -------------- | ------------- |
| Saint-Alban 1     | PWR  | 1381 MW    | 1335 MW  | Enero de 1979 | Agosto de 1985 | Mayo de 1986  |
| Saint-Alban 2     | PWR  | 1381 MW    | 1335 MW  | Julio de 1979 | Julio de 1986  | Marzo de 1987 |

## Riesgo sísmico
Según WENRA, EDF ha preparado un plan en caso de terremoto; sin embargo, otros documentos de la ASN de 2002 señalan algunas anomalías con respecto al control remoto y ponen en duda el correcto funcionamiento de ciertos elementos en caso de terremoto de cierta intensidad. [cita requerida]

## Ola de calor de 2003
Tras las temperaturas extremadamente altas de julio de 2003, la temperatura media del agua superó el límite autorizado por las autoridades de seguridad nuclear durante un período de 4 horas.

## Riesgo de incendio
De acuerdo con el informe anual de la ASN de 2007, se hicieron recomendaciones al operador para mejorar la seguridad de la sala de control.